# Zápas na Letních olympijských hrách 1984 – muži, volný styl do 48 kg
Zápas ve volném stylu ve váhové kategorii do 48 kg probíhal na Letních olympijských hrách 1984 v Anaheimském Convention Center. O medaile se utkalo celkem 7 zápasníků. 

## Turnajové výsledky
Zápasníci jsou rozděleni do dvou skupin. Je aplikován systém na dvě porážky.
Legenda
- TF — Lopatkové vítězství
- ST — Vítězství na technickou převahu, 12 bodů rozdíl
- PP — Vítězství na body, 1-7 bodů rozdíl, poražený s body
- PO — Vítězství na body, 1-7 bodů rozdíl, poražený bez bodů
- SP — Vítězství na body, 8-11 bodů rozdíl, poražený s body
- SO — Vítězství na body, 8-11 bodů rozdíl, poražený bez bodů
- P0 — Vítězství pro pasivitu, protivník bez bodů
- P1 — Vítězství pro pasivitu, vedoucí 1-7 bodů
- PS — Vítězství pro pasivitu, vedoucí 8-11 bodů
- DC — Vítězství z rozhodnutí, skóre 0-0
- PA — Vítězství pro soupeřovo zranění
- DQ — Vítězství pro soupeřovu diskvalifikaci
- DNA — Nenastoupil
- L — Porážky
- ER — Kolo vyřazení
- CP — Klasifikační body
- TP — Technické body

### Skupiny

#### Skupina A
| L      |                      | CP     | TP     |                      | L      |        |
| Kolo 1 | Kolo 1               | Kolo 1 | Kolo 1 | Kolo 1               | Kolo 1 | Kolo 1 |
| ------ | -------------------- | ------ | ------ | -------------------- | ------ | ------ |
| 0      | Son Kab-to (KOR)     | 4-0 ST | 12-0   | Sunil Dutt (IND)     | 1      |        |
| 0      | Takaši Irie (JPN)    | 4-0 TF | 0:37   | Kent Andersson (SWE) | 1      |        |
| Kolo 2 |                      |        |        |                      |        |        |
| 1      | Son Kab-to (KOR)     | 1-3 PP | 7-8    | Takaši Irie (JPN)    | 0      |        |
| 2      | Sunil Dutt (IND)     | 1-3 DC | 0-0    | Kent Andersson (SWE) | 1      |        |
| Final  |                      |        |        |                      |        |        |
|        | Takaši Irie (JPN)    | 4-0 TF | 0:37   | Kent Andersson (SWE) |        |        |
|        | Son Kab-to (KOR)     | 1-3 PP | 7-8    | Takaši Irie (JPN)    |        |        |
|        | Kent Andersson (SWE) | 0-4 ST | 0-12   | Son Kab-to (KOR)     |        |        |

| Zápasník             | L | ER | CP | Final |
| -------------------- | - | -- | -- | ----- |
| Takaši Irie (JPN)    | 0 | -  | 7  | 7     |
| Son Kab-to (KOR)     | 1 | -  | 5  | 5     |
| Kent Andersson (SWE) | 1 | -  | 3  | 0     |
| Sunil Dutt (IND)     | 2 | 2  | 1  |       |

#### Skupina B
| L     |                       | CP     | TP    |                       | L     |       |
| Final | Final                 | Final  | Final | Final                 | Final | Final |
| ----- | --------------------- | ------ | ----- | --------------------- | ----- | ----- |
|       | Reiner Heugabel (FRG) | 1-3 PP | 4-9   | Gao Wenhe (CHN)       |       |       |
|       | Bobby Weaver (USA)    | 4-0 TF | 2:56  | Reiner Heugabel (FRG) |       |       |
|       | Gao Wenhe (CHN)       | 0-4 ST | 0-13  | Bobby Weaver (USA)    |       |       |

| Zápasník              | L | ER | CP | Final |
| --------------------- | - | -- | -- | ----- |
| Bobby Weaver (USA)    | 0 | -  | 0  | 8     |
| Gao Wenhe (CHN)       | 0 | -  | 0  | 3     |
| Reiner Heugabel (FRG) | 0 | -  | 0  | 1     |

### Finále
|                      | CP               | TP               |                       |                  |
| Zápas o 5. místo     | Zápas o 5. místo | Zápas o 5. místo | Zápas o 5. místo      | Zápas o 5. místo |
| -------------------- | ---------------- | ---------------- | --------------------- | ---------------- |
| Kent Andersson (SWE) | 0-3 P1           | 5:21             | Reiner Heugabel (FRG) |                  |
| Zápas o 3. místo     |                  |                  |                       |                  |
| Son Kab-to (KOR)     | 3-1 PP           | 13-7             | Gao Wenhe (CHN)       |                  |
| Finálový zápas       |                  |                  |                       |                  |
| Takaši Irie (JPN)    | 0-4 TF           | 2:58             | Bobby Weaver (USA)    |                  |

## Finálové pořadí
1. Bobby Weaver (USA)
2. Takaši Irie (JPN)
3. Son Kab-to (KOR)
4. Gao Wenhe (CHN)
5. Reiner Heugabel (FRG)
6. Kent Andersson (SWE)
7. Sunil Dutt (IND)